# Liste der Baudenkmale in Neuenkirchen (bei Greifswald)
In der Liste der Baudenkmale in Neuenkirchen sind alle denkmalgeschützten Bauten der Gemeinde Neuenkirchen (Mecklenburg-Vorpommern) und ihrer Ortsteile aufgelistet. Grundlage ist die Veröffentlichung der Denkmalliste des Landkreises Ostvorpommern mit dem Stand vom 30. Dezember 1996. 

## Baudenkmale nach Ortsteilen

### Neuenkirchen
| ID | Lage                            | Bezeichnung                                           | Beschreibung                                                                      | Bild                |
| -- | ------------------------------- | ----------------------------------------------------- | --------------------------------------------------------------------------------- | ------------------- |
|    | (Karte)                         | Gutshaus mit Stall                                    | 1-gesch., 9-achs. Backsteinbau, vom Ende des 19. Jh.                              |                     |
|    |                                 | Veranda und Schmuckelemente des ehemaligen Gutshauses | Der Eingangsvorbau wurde später angefügt.                                         |                     |
|    | Wuthenowring (Karte)            | Kirche                                                | Backsteingotik, Backstein - Chor und Schiff, Turm - Fachwerk ausgemauert          | Kirche              |
|    | Theodor-Körner-Straße 1 (Karte) | Wohnhaus                                              |                                                                                   | Wohnhaus            |
|    | Wuthenowring 10 (Karte)         | Wohnhaus                                              | Neues Pfarrhaus, Gemeindehaus, Backstein                                          | Wohnhaus            |
|    | Wuthenowring 11 (Karte)         | Pfarrhaus mit Stall                                   | Fachwerkhaus, Fächer verputzt, Krüppelwalmdach - Rohr-gedeckt mit Fledermausgaube | Pfarrhaus mit Stall |

### Leist
| ID | Lage    | Bezeichnung     | Beschreibung | Bild |
| -- | ------- | --------------- | ------------ | ---- |
|    | Leist 2 | Kuhstall (1926) |              |      |

### Wampen
| ID | Lage | Bezeichnung | Beschreibung                                                         | Bild |
| -- | ---- | ----------- | -------------------------------------------------------------------- | ---- |
|    |      | Gutshaus    | Unsanierter, 2-gesch., 9-achs. Klinkerbau mit 3-gesch. Mittelrisalit |      |

## Quelle
- Bericht über die Erstellung der Denkmallisten sowie über die Verwaltungspraxis bei der Benachrichtigung der Eigentümer und Gemeinden sowie über die Handhabung von Änderungswünschen (Stand: Juni 1997; PDF, 934 kB)

- Karte mit allen Koordinaten:
- OSM |
- WikiMap